# Тіманіна Анжеліка Ігорівна
Анжеліка Ігорівна Тіманіна  (рос. Анжелика Игоревна Тиманина, 26 квітня 1989) — російська спортсменка, спеціалістка з синхронного плавання, олімпійська чемпіонка.

## Виступи на Олімпіадах
| Олімпіада   | Дисципліна | Місце |
| ----------- | ---------- | ----- |
| Лондон 2012 | командні   | 1     |

## Зовнішні посилання
- Досьє на sport.references.com [Архівовано 18 квітня 2015 у Wayback Machine.]